# Championnat de Zambie de football 1995
Navigation
Saison précédente Saison suivante
La saison 1995 du Championnat de Zambie de football est la trente-quatrième édition de la première division en Zambie. Les seize meilleures équipes du pays sont regroupées au sein d'une poule unique où elles s'affrontent deux fois, à domicile et à l'extérieur. En fin de saison, les quatre derniers du classement sont relégués et remplacés par les quatre premiers de Zambian Second Division, la deuxième division zambienne.
C'est le Mufulira Wanderers FC qui remporte le championnat cette saison après avoir terminé en tête du classement, avec six points d'avance sur le tenant du titre, le Power Dynamos FC et dix sur le Zamsure FC. C'est le 8e titre de champion de Zambie de l'histoire du club, le premier depuis 1978. Mufulira Wanderers réussit même le doublé en s'imposant en finale de la Coupe de Zambie face à un club de deuxième division, Rumlex FC.
Le vainqueur du championnat se qualifie pour la Coupe des clubs champions africains tandis que le vainqueur de la Coupe de Zambie obtient son billet pour la Coupe des Coupes. Le meilleur club non qualifié pour les deux compétitions participe à la prochaine édition de la Coupe de la CAF.

## Les clubs participants
| - Nkana Red Devils - Power Dynamos FC - Mufulira Wanderers FC - Kalulushi FC - ZESCO United FC - Nchanga Rovers FC - Konkola Blades FC - City of Lusaka FC - Promu de Second Division | - Strike Rovers FC - Promu de Second Division - Zanaco FC - Zamsure FC - Ndola United - Promu de Second Division - Roan United FC - Profund Warriors FC - Promu de Second Division - Kabwe Warriors FC - Lusaka Dynamos FC |

## Compétition
Le barème de points servant à établir les classements se décompose ainsi :
- Victoire : 3 points
- Match nul : 1 point
- Défaite : 0 point

### Classement
| Rang | Équipe                  | Pts | J  | G  | N  | P  | Bp | Bc | Diff |
| ---- | ----------------------- | --- | -- | -- | -- | -- | -- | -- | ---- |
| 1    | Mufulira Wanderers FC C | 60  | 30 | 18 | 6  | 6  | 46 | 18 | +28  |
| 2    | Power Dynamos FC T      | 54  | 30 | 15 | 9  | 6  | 51 | 27 | +24  |
| 3    | Zamsure FC              | 50  | 30 | 13 | 11 | 6  | 46 | 30 | +16  |
| 4    | Kabwe Warriors FC       | 48  | 30 | 13 | 9  | 8  | 37 | 26 | +11  |
| 5    | Roan United FC          | 46  | 30 | 12 | 10 | 8  | 36 | 26 | +10  |
| 6    | City of Lusaka FC P     | 46  | 30 | 13 | 7  | 10 | 42 | 42 | 0    |
| 7    | Lusaka Dynamos FC       | 42  | 30 | 11 | 9  | 10 | 27 | 24 | +3   |
| 8    | Konkola Blades FC       | 42  | 30 | 12 | 6  | 12 | 46 | 46 | 0    |
| 9    | Nkana Red Devils        | 41  | 30 | 10 | 11 | 9  | 40 | 30 | +10  |
| 10   | Strike Rovers FCP       | 39  | 30 | 11 | 6  | 13 | 26 | 35 | -9   |
| 11   | Zanaco FC               | 35  | 30 | 9  | 8  | 13 | 32 | 34 | -2   |
| 12   | Nchanga Rovers FC       | 33  | 30 | 8  | 9  | 13 | 31 | 38 | -7   |
| 13   | Ndola UnitedP           | 32  | 30 | 7  | 11 | 12 | 34 | 50 | -16  |
| 14   | ZESCO United            | 31  | 30 | 7  | 10 | 13 | 26 | 47 | -21  |
| 15   | Kalulushi FC            | 30  | 30 | 8  | 6  | 16 | 29 | 48 | -19  |
| 16   | Profund WarriorsP       | 22  | 30 | 4  | 10 | 16 | 28 | 50 | -22  |

|  | Qualification pour la Coupe des clubs champions africains 1996                       |
|  | Qualification pour la Coupe des Coupes 1996                                          |
|  | Qualification pour la Coupe de la CAF 1996                                           |
|  | Relégation directe en Second Division                                                |
|  | T : Tenant du titre C : Vainqueur de la Coupe de Zambie P : Promu de Second Division |

## Bilan de la saison
| Championnat de Zambie de football 1995   |                                  |
| Champion                                 | Mufulira Wanderers FC (8e titre) |
| Coupes et trophées                       |                                  |
| Vainqueur de la Coupe de Zambie 1995     | Mufulira Wanderers FC            |
| Qualifications continentales             |                                  |
| Coupe des clubs champions africains 1996 | Mufulira Wanderers FC            |
| Coupe des Coupes 1996                    | Zamsure FC                       |
| Coupe de la CAF 1996                     | Kabwe Warriors FC                |
| Promotions et relégations                |                                  |
| Promus en Premier League                 | Rumlex FC                        |
| Promus en Premier League                 | 3 autres clubs                   |
| Relégués en Second Division              | Ndola United                     |
| Relégués en Second Division              | ZESCO United FC                  |
| Relégués en Second Division              | Kalulushi FC                     |
| Relégués en Second Division              | Profund Warriors FC              |